# Artemisia filifolia
Artemisia filifolia là một loài thực vật có hoa trong họ Cúc. Loài này được Torr. mô tả khoa học đầu tiên.